# Homoseksualnost u starom Rimu
Homoseksualnost u starom Rimu zabilježena je u brojnim književnim djelima, pjesmama, grafitima i komentarima o seksualnim afinitetima pojedinih careva. Slikovni prikazi su, s druge strane, rjeđi nego u Staroj Grčkoj. Stavovi prema homoseksualnosti mijenjali su se tijekom vremena ovisno o kontekstu i varirali su od snažne osude do veoma otvorenog prihvaćanja. U nekim pokrajinama homoseksualnost je bila prihvaćena kao činjenica i svakodnevna pojava.
Valja imati na umu da se suvremeni koncept ’‘homoseksualnosti’‘ ne može jednostavno preslikati na antičko društvo. Suvremeni koncept biseksualnosti bio je vjerojatno prisutan u većem broju slučajeva, iako ga, također, ne treba izravno pripisivati seksualnim praksama antičke kulture. Unatoč tome, već u komentarima antičkih autora zabilježeno je da su postojali muškarci koji su seksualno bili usmjereni isključivo na druge muškarce.

## Povijest

### Rana Rimska republika
U razdoblju rane Rimske republike seks sa slobodnim muškarcima se kažnjavao čak i smrću prema zakonu poznatom kao Lex Scantinia. Nije poznato točno vrijeme donošenja ovog zakona, iako ga zakonodavci citiraju nekoliko puta kasnije Izgleda, međutim, da se zabrana odnosila samo na neke oblike seksualnih kontakata, kao što je, na primjer, pederastiju, koja se smatrala grčkom praksom i kao takva bila je odbacivana. Zakon se, također, odnosio na slučajeve kada je slobodni građanin imao pasivnu ulogu u seksualnom odnosu. Aktivna seksualna uloga nije bila zakonom zabranjena, kao ni seksualni odnosi s robovima.

### Kasna Rimska republika
Običaji Grka su postupno bili prihvaćeni tijekom kasnog razdoblja Rimske republike, ali stvorio se i novi oblik istospolnih odnosa bitno drugačiji od grčke pederastije, ali koji su od njih razvijeni. Naime, muškarac, posebno pater familias, imao je potpuni autoritet u rimskom društvu i često je uspostavljao odnose tipa gospodar-rob. Korištenje robova za seks od strane gospodara smatralo se legitimnim, čak i kada bi to bilo protiv volje roba. Za rimskog je gospodara bilo dopušteno da penetrira roba, ali nije smio dopustiti da i sam bude penetriran. Seksualni odnosi s robovima u antičkoj Grčkoj smatrani su pak sramnim i nedostojnim slobodnog čovjeka.

### Carstvo
Pederastija je bila zabranjena i izgubila je svoju edukativnu ulogu mnogo vremena prije uspostavljanja carstva i umjesto toga postala je oblik seksualne požude i praksa čistog zadovoljstva, vrlo raširena u doba carstva. Konzervativci su je osuđivali, kao što su osuđivali i druge oblike pukog zadovoljstva. Tacit je, primjerice, usuđivao "gymnasia et otia et turpes amores" ("vježbanje, dokoličarenje i sramne ljubavi")
U prvom stoljeću Svetonije i Tacit bilježe pojavu brakova između muškaraca, koje država nije mogla spriječiti, jer je brak bio definiran kao privatni ugovor dvoje slobodnih građana. Prvi zabilježeni takav slučaj bilo je vjenčanje cara Nerona s drugim muškarcem. To je ponovio još dva puta Povjesničar Edward Gibbon je 1776. godine potvrdio da je od prvih dvanaest careva samo Klaudije bio spolno orijentiran isključivo za žene Podatak da jedino Klaudije nije imao muške ljubavnike navodi Svetonije u De vita Caesarum.
Postoje brojni primjeri homoerotike u rimskoj lirskoj književnosti. Rimski pjesnici tog vremena smatrali su da su svi muškarci u nekom trenutku osjećali privlačnost prema drugim muškarcima. Neki od pjesnika koji su hvalili muške ljubavi su Katul, Horacije, Vergilije, Ovidije i dr. Petronije u svom Satiriconu opisuje carstvo i njegove običaje, često spominjući homoseksualne veze između njegovih ličnosti. Marcijal hvali uzvišenu ljubav prema dječacima, ne samo kao čisto seksualno zadovoljstvo. U anegdotskoj situaciji kada ga žena otkriva "u dječaku" i nudi mu "isto", on joj odgovara listom mitoloških ličnosti koji su imali muške ljubavnike, iako su bili oženjeni i odbija je, zaključujući time da jedina razlika leži u tome što ona ima dvije vagine
Pederastička praksa u Rimu dostiže svoj vrhunac u vrijeme vladavine cara Hadrijana, koji je ostao poznat, između ostalog, i po svojoj ljubavi prema grčkom dječaku Antinoju. Nakon nesretne smrti dječaka, car je podigao grad Antinopolis na mjestu gdje se utopio, proglasio ga je bogom i podigao hramove diljem carstva.
Car Elagabal je bio poznat po brojnim ljubavnicima i skandaloznim javnim ispoljavanjem pasivne uloge u seksu, kao i organiziranjem dva vjenčanja u kojima se vjenčao u ženskoj odjeći. Postoji puno anegdota o njegovom seksualnom životu, kao na primjer da su za njegovu gardu bili odabirani muškarci s najvećim penisima Car Filip Arapin, za koga se smatra da je bio prvi kršćanski car, također je poznat po svojoj ljubavi prema dječacima.
Dolaskom kršćanstva, odnos prema pederastiji, odnosno istospolnim odnosima se promijenio i postao netolerantiji.

## Uloge i sklonosti
Dok je u doba stare Grčke i ranijih razdoblja starog Rima bilo uobičajeno da stariji muškarac ima aktivnu, a mlađi pasivnu ulogu u seksu od doba Rimskog Carstva postaje jasno da i odrasli muškarci preuzimaju pasivnu ulogu. Marcijal opisuje primjer u kome stariji muškarac dozvoljava robu da ima aktivnu ulogu Ranije se često smatralo da samo aktivni partner ima zadovoljstvo u seksualnom činu, dok se pasivna uloga poistovećivala s ulogom žene i zato se smatrala nedostojnom. Svetonije bilježi da je car Neron u pasivnoj ulozi u seksu s Doriforom oponašao žensko vrištanje Muškarci koji su imali pasivnu ulogu optuživani su da često ulažu puno vremena u svoj fizički izgled, kako bi privukli partnere. Oni su često prikazivani u lošem svjetlu, i nazivani kinaidos ili cinaedus, što su riječi korištene za eunuhe.
Pored redovnog opisivanja analnog odnosa, postoje svjedočanstva da je oralni seks bio također čest. Tako, na primjer, jedan grafit u Pompejima glasi: "Secundus falator rarus"
Za razliku od grčkih običaja, veliki penis se smatrao glavnim elementom privlačnosti među homoseksualnim muškarcima. Petronije opisuje divljenje muškarcima s velikim penisima u javnim kupaonicama.

## Supkultura
Postoje određene naznake da se u Rimu počeo razvijati neki oblik homoseksualne supkulture, iako se ona ne može usporediti s onom suvremenom. U gradu je već oko 200. godine pr. Kr. postojala ulica gdje je bila prisutna praksa muške prostitucije, specijalizirana za aktivnu ili pasivnu seksualnu ulogu. Drugi su muškarci tražili mornare na obali blizu rijeke Tiber Javna kupatila su, također, bila mjesta za nalaženje seksualnih partnera. Juvenal spominje da su muškarci prstom češkali glavu u znak raspoznavanja.

## Ženska homoseksualnost
Već od 1. stoljeća  postoje izvori koji upućuju na mogućnost ženske homoseksualnosti. Ovidije poriče da je ženska homoseksualnost ikada postojala Kasniji komentari su, međutim, vrlo neprijateljski i idu čak dotle da su neke žene ubijane od strane muževa u slučaju lezbijskih odnosa Marcijal je također imao je vrlo negativan stav prema lezbijskoj ljubavi, iako je sam uživao u različitim seksualnim iskustvima, Na teritoriju Egipta nađeni su svitci s ljubavnim činima koje su napisale žene sa svrhom osvajanja srca druge žene, što ukazuje na to da se ženska homoseksualnost susretala u drugim dijelovima carstva i da izvan Rima možda nije bila jednako osuđivana.

## Moralni stavovi
U Lex Scantiniji, zakonu koji je donesen između 225. i 149. godine pr. Kr. i kojim su se regulirali spolni odnosi, uključujući pederastiju, predviđena je smrtna kazna za slobodne muškarce koji stupaju u istospolne odnose i ima podataka koji potvrđuju primjenu ovog zakona u ranijem razdoblju. Pederastija je bila zabranjena u doba Republike i osuđivana kao znak grčkog životnog stila.
Tijekom srednjeg razdoblja Republike, homoseksualni odnosi su bili prihvatljivi ako bi aktivni partner bio rimski građanin, a pasivni ili rob ili nerimljanin. Odstupanje od ove norme bilo je osuđivano, ali, prema podacima, bez većih zakonskih posljedica. Plaut i Marcijal opisuju brojna homoseksualna ponašanja, bez većeg moraliziranja. S druge strane, postoji formalna optužba protiv C. Vibius Maximusa, rimskog časnika u Egiptu, zbog seksualnog odnosa s mladim plemićem.
Juvenal osuđuje mnoge oblike homoseksualnosti kod muškaraca, i posebno kod Rimljana koji krišom uzimaju pasivnu ulogu. Muškarce koji javno uzimaju pasivnu ulogu Juvenal žali, ali cijeni njihovu iskrenost i hvali pravu ljubav prema dječacima Javni govori obično osuđuju sve oblike homoseksualnosti. Kada je Julije Cezar bio veleposlanik kod Nikomeda IV., kralja Bitinije kružile su glasine da je imao vezu s kraljem i da je stupao u seksualne odnose s njim uzimajući pasivnu ulogu, što se kasnije koristilo za političko diskreditiranje, ali nije imalo nikakve pravne posljedice
Nakon prihvaćanja kršćanstva negativan odnos prema homoseksualnosti je jačao, što je dovelo do kažnjavanja takvih odnosa smrću Prema nekim tumačenjima, prilike u kojima se odigrao solunski masakr 390. ukazuju na to da je i krajem 4. stoljeća odnos prema homoseksualnosti bio pozitivan u nekim dijelovima društva, unatoč zakonskoj zabrani. Kada je popularni vozač zaprega uhićen zbog seksualnih odnosa s vojnim zapovjednikom, građani Soluna su se pobunili i zahtijevali njegovo oslobađanje. S druge strane, razlog za pobunu može biti i njegova popularnost, a ne sama priroda optužbe.